# Onegai Twins
Onegai Twins (jap. おねがい☆ツインズ), auf Englisch auch als Please Twins bekannt, ist ein Seinen-Anime und -Manga, der von Yōsuke Kuroda verfasst und von Bandai Visual produziert wurde. Onegai Twins setzt die populäre Serie Onegai Teacher in Teilen fort. Einige beliebte Charaktere von Onegai Teacher treten auf, aber ansonsten ist die Handlung eigenständig.
Die Geschichte handelt von drei Jugendlichen, von denen zwei Geschwister sind. Während die drei versuchen herauszufinden, wer verwandt ist, verlieben sich die beiden Mädchen in ihren möglichen Bruder. Die Handlung spielt am Kizaki-See in der Präfektur Nagano auf der japanischen Hauptinsel Honshū.

## Handlung
Nachdem der Waise Maiku Kamishiro in das Haus gezogen ist, das er wegen eines alten Fotos als das seiner Eltern identifiziert hat, taucht Miina Miyafuji auf. Diese hat auch ein solches Foto, auf dem zwei Kinder und das Haus zu sehen sind. Da beide vermutlich Geschwister sind, zieht Miina bei Maiku ein. Doch am selben Tag erscheint auch Karen Onodera, die ebenfalls ein Foto hat und glaubt, Maikus Schwester zu sein. Alle drei Waisen wohnen nun in dem Haus und versuchen herauszufinden, wer mit wem verwandt ist.
In der nächsten Zeit fangen die beiden Mädchen an zu arbeiten, da sie Maiku unterstützen wollen. Dann gehen sie auch beide auf Maikus Schule. Als beide herausfinden, dass sie sich in Maiku verliebt haben, schließen sie einen Pakt: Sie werden niemand anderen Maiku bekommen lassen und sobald sie wissen, wer mit ihm verwandt ist, wird diese die andere dann dabei unterstützen, mit Maiku zusammenzukommen.
Der Pakt wird auch umgesetzt, als sich der vermeintlich schwule Junge Kōsei Shimazaki für Maiku zu interessieren scheint. Auch Tsubaki Oribe, die Vizepräsidentin des Schülerrats, umwirbt Maiku. Auch bei einem Urlaub der fünf gemeinsam mit anderen Schülern kann die Situation aber nicht gelöst werden. Dann aber kommt ans Licht, dass Kōsei früher einmal mit Tsubaki zusammen war, als diese wegen des Todes ihres Bruders trauerte. Beide trennten sich aber, da Kōsei zu impulsiv war.
Nun gelingt es aber Kōsei Tsubaki zurückzugewinnen. Zur selben Zeit findet Karen heraus, dass sie Maikus Schwester ist. Sie verabredet sich mit ihm, um mit ihm einen schönen Nachmittag zu verleben und ihm danach zu sagen, dass sie verwandt seien. Am Ende kommen Maiku und Miina zusammen, Miina und Karen bleiben Freunde und die drei leben weiter gemeinsam.

## Charaktere
Maiku Kamishiro (神城 麻郁)
Der Protagonist der Geschichte, Maiku, neigt dazu, sehr verschwiegen und stoisch zu sein. Er behandelt die beiden potenziellen Geschwister grob, bezeichnet sie oft als Dummköpfe und kommandiert sie herum. Später zeigt er ein wenig mehr Begeisterung, bleibt aber ernst. Er ist ein Programmierer und Schüler an einer Oberschule.
Miina Miyafuji (宮藤 深衣奈)
Miina tendiert zu einer hyperaktiven Persönlichkeit und nervt von Zeit zu Zeit ihre Umgebung. Schließlich entwickelt sie Gefühle für Maiku, aber sie hat Angst sie auszuleben, da sie tatsächlich die Schwester von ihm sein könnte. Sie zeigt sich äußerlich unbekümmert, aber verschweigt eigentlich Dinge aus ihrer Vergangenheit.
Karen Onodera (小野寺 樺恋)
Karen ist gewöhnlicherweise ein sehr schüchternes und ängstliches Mädchen, das sogar dazu neigt, ohnmächtig zu werden, wenn eine Situation es überfordert. Karen spricht oft auch ihre nahestehenden Personen mit Titel an, wie etwa Maiku mit „Maiku-san“. Wie Miina entwickelt auch sie Gefühle für Maiku, sie lebt sie aber aus den gleichen Gründen nicht aus.

## Konzeption
Die Geschichte befasst sich mit der Schwierigkeit der drei Jugendlichen, miteinander zu leben, ohne zu wissen, in welcher Beziehung sie zueinander stehen. Dabei wird auch zum Beispiel von der Präsidentin des Schülerrates kritisiert, dass Maiku zwei Mädchen, die nicht seine Schwestern sein könnten, so nahesteht.
Die Serie führt in Teilen den Manga und Anime Onegai Teacher fort. Die Handlung spielt am selben Ort und in den Nebenrollen kommen viele Figuren aus Onegai Teacher als Cameo-Auftritte vor. Diese sind Ichigo Morino (森野 苺), die Präsidentin des Schülerrats, die ihren Kontrollwahn auslebt und Matagu Shidō (四道 跨), der zu einer inzestuösen Perversität neigt. Des Weiteren Mizuho Kazami (風見 みずほ), die Lehrerin der Hauptcharaktere und eine Außerirdische, sowie ihr winziger Begleiter Marie (まりえ). Auch Kei Kusanagi (草薙 桂) und Koishi Herikawa (縁川小石) als Lebensmittelhändler haben kleine Auftritte.
Diese Cameo-Auftritte, wie von Ichigo Morino und Matagu Shidō, dienen oft der Komik. Diese wird auch durch die Situationen erzeugt, die im ungewöhnlichen Dreier-Haushalt entstehen.

## Veröffentlichungen

### Anime
Bandai Visual produzierte 2003 die Fernsehserie mit 12 Folgen als Nachfolger von Onegai Teacher. Regie führte Yasunori Ide. An der Produktion war auch das Studio Doumu, GENCO und Studio Orphee beteiligt. Die Serie wurde unter anderem auf Englisch und Französisch übersetzt.
2004 wurde eine dreizehnte Folge als OVA produziert und auf DVD veröffentlicht. Diese OVA spielt zwei Wochen nach dem Ende der Fernsehserie und wurde auch auf Englisch übersetzt.

#### Synchronisation
| Rolle           | Japanischer Sprecher (Seiyū) |
| --------------- | ---------------------------- |
| Maiku Kamishiro | Daisuke Namikawa             |
| Miina Miyafuji  | Mai Nakahara                 |
| Karen Onodera   | Ai Shimizu                   |
| Kōsei Shimazaki | Ken’ichi Suzumura            |
| Tsubaki Oribe   | Michiko Neya                 |
| Ichigo Morino   | Yukari Tamura                |
| Kei Kusanagi    | Sōichirō Hoshi               |
| Mizuho Kazami   | Kikuko Inoue                 |
| Koishi Herikawa | Ayako Kawasumi               |

#### Musik
Für die Serie wurde als Vorspanntitel von KOTOKO und Hiromi Sato Second Flight produziert. Das Abspannlied ist Asu e no Namida (明日への涙) von Mami Kawada. Beide Lieder wurden auch in der OVA benutzt.

### Manga
Ab 2005 erschien Onegai Twins im Monthly-Comic-Dengeki-Daioh-Magazin vom Verlag MediaWorks als Manga. Die Zeichnungen stammen von Akikan. Die 300 seitige Geschichte wurde in einem Sammelband zusammengefasst. Dieser erschien auch in den USA bei ComicsOne.

### Light Novel
2004 erschienen bei MediaWorks 2 Light Novels, geschrieben von Gō Zappa und illustriert von Taraku Uon und Hiroaki Gōda. ComicsOne brachte die beiden Bände auch in den USA heraus.
In der Light Novel ist Maikus Schwester jedoch Miina, nicht Karen.

### Hörspiel
Als Ableger wurde 2004 das Hörspiel Onegai Friends von Bandai Visual veröffentlicht. Es läuft 68 Minuten, Regie führte Hiromi Kikuta.